# Okręg wyborczy Athlone
Okręg wyborczy Athlone powstał w 1801 r. i wysyłał do brytyjskiej Izby Gmin jednego deputowanego. Okręg obejmował miasto Athlone w Irlandii. Został zlikwidowany w 1885 r.

## Deputowani do brytyjskiej Izby Gmin z okręgu Athlone
- 1801–1803: William Handcock
- 1803–1806: Thomas Tyrwhitt Jones
- 1806–1807: George Tierney, wigowie
- 1807–1807: Henry Wellesley, torysi
- 1807–1812: John Frewen-Turner
- 1812–1818: John Wilson Croker, torysi
- 1818–1820: John Gordon
- 1820–1820: John McClintock, torysi
- 1820–1826: David Ker, torysi
- 1826–1832: Richard Handcock, torysi
- 1832–1835: James Talbot, wigowie
- 1835–1837: George Benvenuto Mathew, Partia Konserwatywna
- 1837–1841: John O’Connell, wigowie
- 1841–1842: George de la Poer Beresford, Partia Konserwatywna
- 1842–1843: Daniel Farrell, wigowie
- 1843–1847: John Collett, wigowie
- 1847–1856: William Keogh, Peelites
- 1856–1857: Henry Handcock, Partia Konserwatywna
- 1857–1865: John James Ennis, Partia Liberalna
- 1865–1868: Denis Joseph Rearden, Partia Liberalna
- 1868–1874: John James Ennis, Partia Liberalna
- 1874–1880: Edward Sheil, Home Rule League
- 1880–1884: John James Ennis, Partia Liberalna
- 1884–1885: Justin Huntly McCarthy, Home Rule League